# Марановићи
Марановићи (итал. Maranòvici) су насељено место у саставу општине Мљет, на острву Мљету, Дубровачко-неретванска жупанија, Република Хрватска.

## Географски положај
Марановићи се налазе на источној страни острва Мљет, у унутрашњости острва без изласка на море.

## Историја
До територијалне реорганизације у Хрватској налазили су се у саставу старе општине Дубровник.
Прво словенско насеље на Мљету било је Врхмљеће, које су Словени изградили на неприступачним обронцима брда на источном делу острва. Опадањем опасности од гусарских напада, становници старе матице полако почињу силазити на море те су тако основали насеље Окукље. Даљњим миграцијама по острву се оснива и насеље Жаре и то на истом месту где је у римско време било насеља Жара. Један од оснивача места Жаре био је Иван Прибојевић, који је тамо купио земљу и почео садити винову лозу. У исто време, остали Врхмљећани своје ново насеље граде 500 метара североисточно од цркве св. Марије од Брда те се на том локалитету и данас налазе остаци зидина неколико домова. У куповини земље на том подручју истиче се Марин Прибојевећ, брат Ивана Прибојевића, који је отишао у Жаре. Новоосновано се насеље током 16. века јавља под називом Локвице. Током осамдесетих година 16. века у Локвицама се појавила куга те се преживели становници селе на обронке плодног поља. Према најбогатијем члану братства Марановић — Прибојевић, Ратку Марановићу, насеље добива име Марановићи, а поље испод насеља — Маранско поље. Већ 1589. године насеље се развија до те мере да становници сами бирају своје судије. Место је континуирано насељено до данас и носи исто име.

## Становништво
На попису становништва 2011. године, Марановићи су имали 43 становника.
| Број становника по пописима | Број становника по пописима | Број становника по пописима | Број становника по пописима | Број становника по пописима | Број становника по пописима | Број становника по пописима | Број становника по пописима | Број становника по пописима | Број становника по пописима | Број становника по пописима | Број становника по пописима | Број становника по пописима | Број становника по пописима | Број становника по пописима | Број становника по пописима |
| --------------------------- | --------------------------- | --------------------------- | --------------------------- | --------------------------- | --------------------------- | --------------------------- | --------------------------- | --------------------------- | --------------------------- | --------------------------- | --------------------------- | --------------------------- | --------------------------- | --------------------------- | --------------------------- |
| 1857                        | 1869                        | 1880                        | 1890                        | 1900                        | 1910                        | 1921                        | 1931                        | 1948                        | 1953                        | 1961                        | 1971                        | 1981                        | 1991                        | 2001                        | 2011                        |
| 145                         | 161                         | 156                         | 172                         | 170                         | 174                         | 182                         | 176                         | 190                         | 190                         | 179                         | 127                         | 73                          | 60                          | 54                          | 43                          |

Напомена: У 1981. смањено издвајањем истоименог дела у самостално насеље Окукље.
Због релативно лошег положаја, Марановићи годинама губе своје становништво. Део становника се иселио у Окукље, док се млади и даље исељавају из насеља због промене начина живота.

### Попис1991.
На попису становништва 1991. године, насељено место Марановићи је имало 60 становника, следећег националног састава:
| Попис 1991.‍ | Попис 1991.‍ | Попис 1991.‍ | Попис 1991.‍ | Попис 1991.‍ |
| ----------- | ----------- | ----------- | ----------- | ----------- |
|             |             |             |             |             |
| Хрвати      | Хрвати      |             | 60          | 100%        |
| укупно: 60  |             |             |             |             |

## Привреда
Марановићи се налазе на обронцима плодног поља па се становништво окренуло пољопривреди. У Марановићима је постојао и погон за прераду маслиновог уља. Променама у привреди, све се више људи окреће туризму, док се старији људи још увек баве гајењем маслина и винове лозе. Становници Марановића су се у мањој мери бавили рибарством јер се не налазе на обали (своју су луку изградили у Окукљу).